# Petra Jokisch
Petra Jokisch, auch bekannt als Debbie Neon, ist eine ehemalige deutsche Schauspielerin und Sängerin, die vorwiegend in der ersten Hälfte der 1980er aktiv war.
Im Jahr 1979 kam Debbie Neons Single Psycho Killer heraus, die Coverversion eines Lieds der Talking Heads. Im Berliner Rockerfilm Asphaltnacht von Peter Fratzscher aus dem Jahr 1980 hatte sie eine kleine selbstbenannte Rolle inne, in der sie unter anderem das Lied American Nightmare sang, welches im selben Jahr auch als Single erschien. Eine größere Rolle folgte dann 1982 in Peter Hajeks Sei zärtlich, Pinguin, wo sie an der Seite von Marie Colbin, Heinz Hoenig und Rainer Hunold wiederum eine Sängerin namens Debbie spielte. In diesem Film performte sie sowohl Psycho Killer, als auch das Lied The Boys Are Out Tonight, welches 1981 als Single herausgekommen war. Auf dem Soundtrack zum Film war sie mit American Dream vertreten.
In Horatius Haeberles Komödie Ein gutes Land, die 1982 erschien, spielte Debbie Neon eine weitere Rolle. Unter dem Namen Petra Jokisch hatte sie ebenfalls 1982 in der Tatort-Folge Sterben und sterben lassen einen Auftritt, sowie im Film Kamikaze 1989 von Wolf Gremm mit Hauptdarsteller Rainer Werner Fassbinder, zudem in Marianne Lüdckes Flüchtige Bekanntschaften. Auch in Didi – Der Doppelgänger, einer Hallervorden-Komödie aus dem Jahr 1984, hatte sie eine Nebenrolle.

## Filmografie
- 1980: Asphaltnacht
- 1982: Sei zärtlich, Pinguin
- 1982: Ein gutes Land
- 1982: Tatort: Sterben und sterben lassen
- 1982: Kamikaze 1989
- 1982: Flüchtige Bekanntschaften
- 1984: Didi – Der Doppelgänger

## Diskografie

### Singles
- 1979: Psycho Killer
- 1980: American Nightmare
- 1981: The Boys Are Out Tonight
- 1982: American Dream (B-Seite von Golden Bubbles)